# Беляев (Ставропольский край)
Беля́ев — хутор в Изобильненском районе (городском округе) Ставропольского края России.

## География
Хутор находится в лесной балке, прорезанной речкой Солёной:20.
Расстояние до краевого центра: 35 км.
Расстояние до районного центра: 13 км.

## История
Населённый пункт основан в XIX веке «выходцем из Московской крепости хопёрским казаком Беляевым».
С 1929 по 1963 года находился в составе Найдёновского сельсовета, ныне несуществующего.
До 2017 года входил в упразднённый Московский сельсовет.

## Население
| 1989 | 2002 | 2010 | 2014 |
| ---- | ---- | ---- | ---- |
| 485  | ↗499 | ↗535 | ↘500 |

По данным переписи 2002 года, 83 % населения — русские.

## Инфраструктура
В хуторе две улицы — Пролетарская и Степная. 
В западной части Беляева расположено общественное открытое кладбище площадью 10 тыс. м².
В хутор ходит школьный автобус. Общественного транспорта нет.

## Образование
Каждый день школьный автобус возит детей из хутора в Изобильный в школу № 2.